# غراهام فولكنير
غراهام فولكنير (بالإنجليزية: Graham Faulkner)‏ هو ممثل بريطاني، ولد في 26 سبتمبر 1947 بلندن في المملكة المتحدة.

## وصلات خارجية
- غراهام فولكنير على موقع IMDb (الإنجليزية)
- غراهام فولكنير على موقع ميوزك برينز (الإنجليزية)
- غراهام فولكنير على موقع ديسكوغز (الإنجليزية)
- غراهام فولكنير على موقع قاعدة بيانات الفيلم (الإنجليزية)